# Итальянская националистическая ассоциация
Итальянская националистическая ассоциация (ANI) — первая националистическая партия в Италии, основанная в 1910 году. Основатели — Энрико Коррадини и Джованни Папини. Поддерживала войну Италии с Австро-Венгрией. Вошла в состав Национальной фашистской партии в 1923 году.

## Идеология
У партии не было чётко выраженной идеологии, в её состав входили сторонники различных видов национализма: левого, правого, умеренного.
Коррадини утверждал, что Италия — «пролетарская нация». По его мнению, капитализм и деление народа на классы тормозили развитие Италии, но вместо пропаганды социалистической революции Коррадини предлагал национальную солидарность.
Коррадини, чтобы описать свою идеологию, иногда даже использовал термин «национал-социализм».
В 1914 году АНИ начала склоняться в сторону авторитарного национализма и созданию корпоративного государства. Такое корпоративное государство должно быть во главе с корпоративными собраниями, которые будут состоять из профсоюзов и организаций предпринимателей, а не с парламентом. Они должны были работать в рамках мощного государственного управления по регулированию экономических отношений, предотвращать классовую борьбу и сделать Италию индустриальным государством, которое сможет конкурировать с передовыми державами, а также создать собственную империю.

## Состав
Большинство сторонников АНИ были богатыми авторитарными националистами с ярко выраженными правыми взглядами, однако левые националисты, состоявшие в партии, принимали меры для защиты и поддержки рабочего класса.

## Видные члены партии
- Франческо Коппола
- Луиджи Федерцони